# Grafenstock

Erdinger Rathaus, Ansicht vom Schrannenplatz

Erdinger Rathaus, Ansicht von der Spitalkirche Hl. Blut

Grafenstock ist die umgangssprachliche Bezeichnung des Erdinger Rathauses. Die Anlage ist unter der Aktennummer D-1-77-117-29 als denkmalgeschütztes Baudenkmal von Erding verzeichnet.

## Geschichte

### Schloss
Das Gebäude wurde von Johann Warmund Freiherr von Preysing-Moos (1567–1648) als Schloss erbaut. Das Schloss kam durch Heirat in den Besitz der Grafen von Seinsheim und 1797 in bürgerliche Hände. 
1825 erwarb die Stadt Erding das Gebäude. 

### Rathaus
Seit 1866 wurde es als Neues Rathaus verwendet. Portale und Wappen wurden erst 1912 an das bis dahin eher schlichte Anwesen angebracht. 
Von 1891 bis 1917 war in dem Gebäude neben dem Rathaus eine Zweigstelle des Postamts untergebracht, ebenso bis 1985 das Erdinger Heimatmuseum (heute Museum Erding).